# Тарики, Абдулла
Абдулла ибн Хамуд Тарики (араб. عبدالله الطريقي‎; 19 марта 1919, Зульфи, Неджд и Хаса — 7 сентября 1997, Каир), также известный как Красный шейх — саудовский государственный деятель, министр нефти и минеральных ресурсов Саудовской Аравии с декабря 1960 по 9 марта 1962 года. Он был первым на этом посту и занимал его при короле Сауде. Сторонник национализации нефти и политики египетского президента Насера, Тарики наряду с венесуэльским министром Хуаном Пабло Пересом Альфонсо был основателем Организации стран — экспортёров нефти (ОПЕК).

## Ранняя биография и образование
Абдулла Тарики родился 19 марта 1919 года в местечке Зульфи (араб. الزلفي‎) в Неджде. Его отец был владельцем верблюдов и организовывал караваны между Саудовской Аравией и Кувейтом.
Своё первое образование Тарики получал в Кувейте и Каире. Он получил степень бакалавра геологии и химии в Каирском университете в 1944 году. Тарики окончил Техасский университет в Остине в 1947 году, получив степень магистра в области нефтяной инженерии и геологии. Он также проходил обучение в Texas Oil Company после окончания университета.

## Карьера и деятельность
После обучения в США Тарики вернулся в Саудовскую Аравию и работал в Министерстве финансов в Эд-Даммаме с мая 1953 по декабрь 1954 года. Тарики работал переводчиком на начальном этапе своей карьеры в министерстве. В декабре 1954 года он был назначен генеральным директором по нефти и минеральным ресурсам Министерства финансов и национальной экономики.
Работа Тарики в директорате включала обработку статистических данных о добыче нефти, предоставляемых Saudi Aramco и их анализ, итоги которого представлялись королевской семье Саудовской Аравии. Фактически, Тарики был одним из первых критиков Saudi Aramco, утверждая, что американские компании должны больше консультироваться с саудовскими чиновниками по разведке, прокачке и продаже нефти. Он призвал к национализации арабской нефти. Для достижения этой цели он и министр шахт Венесуэлы Хуан Пабло Перес Альфонсо решительно поддержали создание Организации стран — экспортёров нефти (ОПЕК) и в конечном итоге стали её основателями в сентябре 1960 года.
Министерство нефти и минеральных ресурсов Саудовской Аравии было создано в декабре 1960 года, и Тарики был назначен его первым министром. В 1961 году Тарики присоединился к лагерю «Красного принца» Таляля ибн Абдулазиза, Движению свободных принцев (эмиров), которое обвиняло наследного принца Фейсала, позднее короля, в коррупции. Тарики стал активным союзником этого движения. Он утверждал на основании доказательств, что Камаль Азам, зять принца Фейсала, получал 2 % от прибыли Арабской нефтяной компании, которая была совместно учреждена Саудовской Аравией и Японией.
В 1962 году принц Фейсал снял Тарики с его министерского поста, которое занял Ахмед Ямани.

## Поздняя биография
После отставки Тарики отправился в изгнание и поселился в Бейруте. В январе 1963 года он и ливанский нефтяной эксперт Николас Саркис основали нефтяную консалтинговую фирму в Бейруте. Тарики также запустил там журнал «Арабская нефть и газ». Он смог посетить Саудовскую Аравию только после смерти короля Фейсала в 1975 году. Позднее Тарики поселился в Каире.

## Смерть
Абдулла Тарики умер от сердечного приступа 7 сентября 1997 года в Каире в возрасте 78 лет. Его тело было переправлено в Саудовскую Аравию для захоронения.

## Награды
- Орден Франсиско Миранды, 1960, Венесуэла[21].